# Mongun-Tajginskij kožuun
Il Mongun-Tajginskij kožuun (in russo Монгун-Тайгинский кожуун?; in tuvano: Мөңгүн-Тайга кожуун) è un distretto della Repubblica di Tuva, nella Siberia Orientale. Occupa una superficie di 4 414,20 chilometri quadrati, è suddiviso in 3 sumon, ospita una popolazione di circa 6 101 abitanti e ha come capoluogo il villaggio di Mugur-Aksy.

## Geografia
Nel nord-est del paese si trova la catena montuosa Cagan-Šibėtu mentre a ovest, al confine con la Repubblica di Altai si trovano i monti Šapšalskij. Nel territorio del distretto si trova la più alta montagna di Tuva, il Mongun-Tajga (3970 m).